# 历史的终结及最后之人
《历史的终结及最后之人》（英語：The End of History and the Last Man），是弗朗西斯·福山1992年的著作，根据他1989年发表在国际事务期刊《国家利益》上的论文《历史的终结？》扩充而成。福山在书中提出，西方國家自由民主制的到来可能是人类社会演化的终点、是人类政府的最终形式，此論點稱為「歷史終結論」。

## 要点
歷史終結論四大要點：
- 可將历史视作一种进化形式。
- 历史终结后，仍会有事件发生。
- 对人类未来悲观是恰当的，因为人在控制科技上是无能的。
- 历史终结，意味着：自由民主制将成为所有国家政府的唯一形式、而且是最后的形式。

历史终结論發表多年後，福山先後完成《政治秩序的起源》、《政治秩序與政治衰敗》二書，認為其最初的結論要做出修正，將「法治」（rule of law）、「民主問責」（democracy）之外另加第三變量「國家治理能力」（state）；認為很多國家在這三項中前兩項得分高、但是第三項得分很低，造成民主反而民粹化，體制發展不如預期。多數觀點認為是中國崛起和中東混亂的效應讓福山必須大幅修正，福山則堅稱自己核心理念不變、只是小修改。

## 福山的后续回应
2001年美國爆發九一一事件以後，許多人將九一一事件視為歷史終結論的破滅，甚至有人以「歷史終結論的終結」嘲諷歷史終結論。2002年，弗朗西斯·福山在《華爾街日報》撰文回應，至今他看不出有什麼不可踰越的文化鴻溝能阻擋西方價值的奔流；每年都有成千上萬住在所謂「反對西方價值」之國度的人民「用腳投票」、用盡心機想移民到西方國家，可見「反對西方價值」並非其廣大人民的心聲、而只不過是其統治階級永遠獨攬統治利益的藉口罷了。但是，弗朗西斯·福山也不是非黑即白的認定西方國家的作法一定正確，他就曾公開反對2003年的美伊戰爭，並認為：新保守主義一味以武力推行美國價值，恐將重蹈列寧主義的覆轍。
2006年，本書再版，弗朗西斯·福山在跋中謹慎地表達了他的失望：「我收到的很多批評完全產生於對我論點的誤解，比如有人認為我覺得世界將不再進展。我這裏無意探討此類評論──這些人只要真正看過我的書，就不會這麼說了。」
2014年1月17日，弗朗西斯·福山說：“我認為，民主主義沒有代替方案。除了自由民主主義之外，我沒有發現近代化終點指向其他方向的證據。收入不平等是全球現象，這是全球化、尤其是技術發展過程中出現的問題，和國家體制無關。……至今還沒有人有辦法解決技術發展帶來的不平等問題，任何政治體制都不太可能找到有效的解決方法來解決這個問題；也就是說，這個問題和‘是否是民主國家’沒有關係。我們需要認識到的，並非是否選擇民主主義道路，而是民主化的質量有多高。”

## 外界评论

### 美国
2009年，《外交政策》評論弗朗西斯·福山在本書中的主張：“世人對這個人的主張強烈反對或贊同，出現兩種截然不同的反應。”2011年，《紐約時報》報導，2007年–2008年環球金融危機對弗朗西斯·福山的主張造成嚴重打擊：“在全球，對現有政治的信任度迅速瓦解。弗朗西斯·福山在《歷史的終結》中的主張，20年後成為一張廢紙。”

### 日本
2011年，日本愛知縣立大學教授與那霸潤的書《中國化的日本：日中「文明衝突」千年史》評論做出另類觀點，認為確實是有历史的终结，但不是弗朗西斯·福山的版本。與那霸潤認為，弗朗西斯·福山對歷史終結論的反省及認識都太晚了，「歷史早在過去就已終結了，早在一千年前的中國就已經出現了」：宋朝開始定型的社會體制，一直持續到今天；在這種社會體制中，中央集權、經濟放任、科舉取士、身分自由......，是一種「可持續的集權體制」。

### 韩国
2014年1月17日，韓國延世大學教授文正仁表示：“福山的主張只是在說‘民主主義和市場資本主義在規範性上很好’，並未對現實進行準確的預測。中國、越南、葉門、沙特阿拉伯都不是民主國家，而且埃及只是做出踏上民主主義道路的樣子後重新回到集體主義。”

### 新加坡
2015年12月，新加坡國立大學東亞研究所所長鄭永年說，歷史終結論是西方人早就有的一種進步主義觀念，認為歷史是單向和線性的發展，不是弗兰西斯·福山提出來的。鄭永年說，歷史終結論的影響是在政治上而不是在學術上，弗兰西斯·福山提出歷史終結論時「剛好當時東歐共產主義集團解體，西方政治家就據此認為其民主模式是普世的」；但看看現在的世界，他覺得，不是歷史終結了，而是世界又回到托马斯·霍布斯的時代、面臨「怎麼重建政治秩序」的問題。鄭永年說，人性都是惡的，制度總會腐化，到了一定的時候就需要重建制度，任何一個制度都不可能是最理想的制度；任何社會都在轉型，但這是它本身的轉型，不是說都變成西方式的社會；歷史永遠是一個開放的過程，歷史是終結不了的。鄭永年認為，普世價值是帶有侵略性的政治口號，並在世界各地釀成災難後無法收拾。鄭永年認為，历史终结论的觀點偏頗且短視，民主也有多種不同的版本，許多引進西方式民主結果依然窮困和混亂；而中國目前採行的基層選舉制加中上層菁英統治模式，也無人能說它不是一種民主模式且效率更高。
2018年6月1日，前新加坡常駐聯合國代表馬凱碩表示，本書認為西方民主制是政治的最終形式，催眠了西方國家，讓西方國家完全沒意識到中國與印度正在逐漸甦醒。

### 中国
2016年9月30日，中国人民大学政治学系教授杨光斌說，自由主義民主是在一定歷史和社會條件下，在基督教文明體系中形成的價值理念和政治制度；把自由主義民主當作普世價值，是20世紀末西方國家基於歷史終結論炮製的一種說辭，與19世紀西方建立殖民體系時提出的白人優越論是同一個性質；而历史终结论的实质仍是以西方政治文明终结其他文明，还是白人优越论式的“文明的傲慢”，著名国际政治学者漢斯·摩根索把这样的“普世主义”视为“民族主义化的”。杨光斌說，人类历史告诉我们，企图唯我独尊、贬低其他文明和民族、建立单一文明一统天下的普世主义，是不切实际的幻想；正如塞缪尔·P·亨廷顿《文明的冲突与世界秩序的重建》所说，西方文化的普世观念本身就是错误的、在道德上是立不住的、在实践上是危险的。
2016年11月1日，清華大學法學院教授許章潤說，2016年美國總統選舉，「其之突然高亢，席捲億萬民眾，以及兩黨政客的無恥對撕；中西主流媒體均感痛心疾首，咸認『民主走到頭了』，開始反思『歷史終結論為何僅僅流行二十來年就先把自家終結了』......」。
2017年2月17日，中華人民共和國外交部部長王毅在第53屆慕尼黑安全会议演講《坚持合作理念，作出正确抉择》，說明了中華人民共和國政府全部的世界觀方面意識形態。王毅說：“我們認為：世界上沒有‘放之四海而皆準’的發展道路和模式，也不存在什麼‘歷史的終結’。”

## 中文版
- 《歷史之終結與最後一人》，李永熾譯，時報文化，1993年，ISBN 9789571306513。
- 《歷史的終結及最後之人》，黄勝強、許銘原譯，中國社會科學出版社，2003年，ISBN 9787500437086。
- 《歷史的終結與最後的人》，陳高華譯，廣西師範大學出版社，2014年9月，ISBN 9787549555291。
- 《歷史之終結與最後一人》（全新翻譯校對修訂版），區立遠譯，時報文化，2020年12月，ISBN 9789571384504

## 延伸阅读
- Jacques Derrida. . Routledge. 1994. ISBN 978-0-415-91045-3.
- Francis Fukuyama. . Free Press. 1992. ISBN 978-0-02-910975-5.

- Morton Halperin, Joanne J. Myers, Joseph T. Siegle, Michael M. Weinstein. (2005-03-17). The Democracy Advantage: How Democracies Promote Prosperity and Peace. Carnegie Council for Ethics in International Affairs. Retrieved 2008-06-18.
- Potter, Robert (2011), 'Recalcitrant Interdependence', Thesis, Flinders University
- Mahbubani, Kishore (2008). The New Asian Hemisphere: The Irresisble Shift of Global Power to the East. New York: PublicAffairs
- W. C. Sellar and R. J. Yeatman. . Methuen. 1930. ISBN 978-0-413-77270-1.